# 10810 Lejsturojr
10810 Lejsturojr este un asteroid din centura principală de asteroizi.

## Descriere
10810 Lejsturojr este un asteroid din centura principală de asteroizi. A fost descoperit pe 17 martie 1993 la Observatorul La Silla în cadrul programului UESAC. Asteroidul prezintă o orbită caracterizată de o semiaxă mare de 3,04 ua, o excentricitate de 0,13 și o înclinație de 4,1° în raport cu ecliptica.